# Лисицин Віктор Микитович
Віктор Микитович Лисицин (17 жовтня 1926 — 20 грудня 1976) — радянський спортсмен (кінний спорт), тренер. Майстер спорту СРСР міжнародного класу (з 1971 року).

## Біографія
Народився 17 жовтня 1926 року. Виступав за «Авангард» (Київ). 2-й призер змагань «Вищий клас» чемпіонату СРСР (1969) з конкуру. Переможець Кубка СРСР на Спартакіаді народів СРСР (1971) з конкуру. Переможець Кубка Націй у Польщі. Учасник Олімпійських ігор 1972 року.
Помер 20 грудня 1976 року. Похований на Байковому кладовищі в Києві.